# Kantar (vaga)
Kantar (tur. < arap. qinṭār < kasnolat. centenarius, prema centum: sto) je hrvatski naziv za rimsku vagu (opisao ju je Rimljanin Vitruvije u 1. stoljeću pr. Kr.). To je vaga s pomičnim utegom, nosivosti 10 ili 20 kilograma, koja se prilikom vaganja drži u ruci. Sastoji se od poluge nejednakih krakova, sa zdjelicom ili kukom za teret obješenom na jednoj strani i utegom koji se pomiče po urezanoj ljestvici na drugoj strani poluge. Isti je naziv u nekim krajevima označavao i ured za vaganje. Kantar je vrsta vage nejednakih krakova, a služi za brzo mjerenje. Kod te vage ostaje uvijek isti uteg, samo se krak mijenja.

## Poluga
Poluga je čvrsto tijelo, najčešće u obliku ravna ili zakrivljena štapa, koje se pod utjecajem sila može zakretati oko jedne osi. Sile koje djeluju na polugu u ravnini okomitoj na os mogućega zakretanja, pomnožene s udaljenostima njihova pravca djelovanja od osi (krak sile), daju momente sile, koji su to veći što je i udaljenost veća. Poluga je u ravnoteži kada je algebarski zbroj svih momenata koji djeluju na polugu jednak nuli (zakon poluge). Djelovanjem male sile na velikom kraku mogu se ostvariti na malom kraku velike sile i obrnuto. Time se razmjerno malim silama mogu svladati velika opterećenja, a na tom principu djeluju različiti alati (škare, kliješta), naprave (polužna vaga, kantar, pedala ili papučica, stezna poluga) ili složeniji mehanizmi, kod osjetljivih pak sprava, na primjer kod pincete (ponekad se naziva i poluga trećeg reda), može se od veće sile postići manja. Poluga može biti dvokraka (poluga prvoga reda), kod koje sile djeluju na suprotnim stranama od osi zakretanja, ili jednokraka (poluga drugoga reda), gdje su sve sile s jedne strane u odnosu na os. Poluga se povijesno, uz kosinu, kolotur i hidrauličnu prešu, ubraja u jednostavne strojeve. Postavljanje zakona poluge pripisuje se grčkom matematičaru i izumitelju Arhimedu.
Uvjet za ravnotežu na poluzi je da algebarski zbroj momenata sile bude jednak nuli. Taj uvjet ravnoteže vrijedi bez obzira da li na poluzi djeluju dvije sile ili više njih. 
{\displaystyle M_{1}=F_{1}\cdot D_{1}=F_{2}\cdot D_{2}=M_{2}\!}
Ako promatramo polugu ne osvrčući se na njenu težinu, to jest ako težinu poluge ne uzimamo u proračun, kažemo da je to matematička poluga, a ako težinu poluge uzimamo u obzir, imamo fizičku polugu.

### Vage nejednakih krakova
Ako su krakovi jednaki, mase se uspoređuju izravno, inače vrijedi:
{\displaystyle m_{2}=m_{1}\cdot {\frac {D_{1}}{D_{2}}}\ }
Vaga u kojoj je omjer krakova D1/D2 = 1/10 naziva se decimalnom vagom, a ako je D1/D2 = 1/100 centezimalnom vagom. Takve vage uspoređuju masu tereta s deset puta, odnosno sto puta manjom masom utega i služe za mjerenje većih tereta (od nekoliko desetaka kilograma do nekoliko tona kod mosne ili kolne vage). 

## Slike
|                         |                                |                        |                   |
| Kantar iz 19. stoljeća. | Kantar služi za brzo mjerenje. | Kantar iz starog Rima. | Kantar iz Tibeta. |